# 진주 대평 정용균 효행문서 및 정려비
진주 대평 정용균 효행문서 및 정려비(晋州 大坪 鄭龍均 孝行文書 및 旌閭碑)는 대한민국 경상남도 하동군 하동읍에 있는 조선시대의 효행문서 및 정려비이다. 2004년 3월 18일 경상남도의 문화재자료 제341호로 지정되었다.

## 개요
정용균(鄭龍均)의 효행에 대해서는 『모재실기(慕齋實記)』와 「상서문(上書文)」에 잘 나타나 있다. 더구나 정려기를 지은 단계(端磎) 김인섭(金麟燮)은 성재(性齋) 허전(許傳)의 문인(門人)으로 문과(文科)에 급제하여 사간원(司諫院)의 헌납(獻納)을 지냈던 인물이며, 효자 정용균과 같은 지역의 동시대 인물이므로 그가 지은 정려기는 신필(信筆)이라 하기에 손색이 없다.
그리고 정려(旌閭)가 되기까지의 과정 및 그 이후의 세역(稅役) 면제(免除) 관련 사항까지 알 수 있는 다섯 점의 고문서가 갖추어져 있으므로 문화재로서 가치가 있다.

## 참고 문헌
- 진주대평정용균효행문서및정려비 - 국가유산청 국가유산포털